# Molophilus (Molophilus) capitatus
Molophilus (Molophilus) capitatus is een tweevleugelige uit de familie steltmuggen (Limoniidae). De soort komt voor in het Australaziatisch gebied.